# Wilhelm Elwert
Wilhelm E. Elwert (geboren 14. Oktober 1793 in Hildesheim; gestorben 11. Januar 1867 in Harburg) war ein deutscher Homöopath, königlich hannoverscher Medizinalrat und Hofmedicus.

## Werdegang
Elwert studierte Medizin an der Universität Göttingen und Berlin. 1818 verfasste er eine 110-seitige Schrift über die Geschichte einer merkwürdigen Krankheit, wobei ungesichert ist, ober er diese zum Erlangen des akademischen Grades Doktor der Medizin an der Universität Braunschweig einreichte.
Wilhelm Elwert wurde durch Georg August Heinrich Mühlenbein (1764–1845) auf die Homöopathie aufmerksam gemacht und war mit Friedrich Jakob Rummel (1793–1854) befreundet.
Elwert praktizierte anfänglich in Hildesheim und übersiedelte 1837 in die Residenzstadt Hannover. Dort wirkte er als Medizinalrat und Hofmedicus für den König von Hannover,Georg V. (Hannover),
Er wurde Ritter des Guelphen-Ordens und am 30. Juni 1845 zum korrespondierenden Mitglied des Rheinischen Vereins für praktische Medizin ernannt.
1858 gab Elwert seine hannoversche Praxis auf und zog auf sein Landgut bei Itzehoe. Später praktizierte er in Harburg.

## Schriften (Auswahl)
- Die Blausäure, das wirksamste Heilmittel in Lungenbeschwerden und einigen nervösen Krankheiten; nebst chemischen Bemerkungen über die beste Behandlung der asiatischen Cholera nebst einem Verzeichnisse der dazu in Bereitschaft zu haltenden Heilmittel, Hildesheim 1831
- Bemerkungen über den Gebrauch natürlicher und künstlicher Mineralwasser, mit Rücksicht auf die Grundsätze homöopathischen Heilverfahrens, Hannover 1837
- Das Blutlassen, kritisch untersucht, Hildesheim 1838
- Die Homöopathie und die Allopathie auf der Wage der Praxis, 193 Seiten, Bremen 1844